# Le Feu (Wejdene)
Le Feu è un singolo della cantante francese Wejdene, pubblicato il 9 febbraio 2024 come secondo estratto dal primo EP W.

## Tracce
Testi e musiche di Wejdene, Zeg P, Seezy e Mannu Manu.
1. Le Feu – 2:53

## Formazione
- Wejdene – voce
- Zeg P – produzione
- Seezy – produzione
- Mannu Manu – produzione